# Red Storm Entertainment
Red Storm Entertainment es un estudio desarrollador de videojuegos estadounidense con sede en Cary (Carolina del Norte). Fundado por el escritor Tom Clancy en 1996, el estudio es propiedad de Ubisoft desde agosto de 2000. Se les conoce por haber creado la serie Tom Clancy's Rainbow Six y Tom Clancy's Ghost Recon, además de colaborar en el desarrollo de otras reconocidas franquicias y videojuegos, como Tom Clancy's The Division y Far Cry.

## Historia
Antes de fundar Red Storm Entertainment, Tom Clancy, un novelista estadounidense, había desarrollado Tom Clancy's SSN, un videojuego basado en su libro SSN. El juego fue creado en 6 años en colaboración con Virtus Corporation, una empresa de desarrollo de herramientas de gráficos en 3D con sede en Cary, Carolina del Norte, y su filial de desarrollo de videojuegos, Virtus Studios. Tom Clancy's SSN salió a la venta el 12 de noviembre de 1996 y, al día siguiente, Clancy y Virtus Corporation anunciaron la creación de Red Storm Entertainment. El nombre derivaba del del libro de Clancy, Red Storm Rising (Tormenta roja en español). La nueva empresa absorbió a Virtus Studios, lo que supuso una plantilla inicial de 19 personas. Red Storm se trasladó a las oficinas de Cary, y Clancy asumió el puesto de Presidente del Consejo de Administración, mientras que Doug Littlejohns (un comodoro retirado de la Marina Real británica que había actuado previamente como consultor técnico en Tom Clancy's SSN) se convirtió en CEO de Red Storm. El estudio pasó de 19 a 32 personas el 1 de marzo de 1997, tras lo cual se trasladó a unas nuevas oficinas en el Aerial Center, cerca del Aeropuerto Internacional de Raleigh-Durham) en Morrisville.
El estudio lanzó su primer videojuego, Tom Clancy's Politika, el primero de la serie Power Plays en 1997. Red Storm no tardó en ganar una gran reputación con juegos como Dominant Species, uno de los primeros videojuegos de estrategia en tiempo real en 3D. Sin embargo, fue con Rainbow Six en 1998 con el que el estudio se consolidó comercialmente. A diferencia de otros videojuegos de disparos en primera persona (FPS), Rainbow Six fue el primer FPS táctico de verdad, un juego que premiaba la planificación, así como la buena puntería y la atención. Desarrollado junto a la novela del mismo nombre, Rainbow Six introdujo en la comunidad de jugadores términos como "un disparo, una muerte". Su innovador modo multijugador, que incluía una nueva forma de juego cooperativo, estableció el estándar del multijugador táctico.
Red Storm siguió el éxito de Rainbow Six con un paquete de misiones, Eagle Watch, y luego, en el 2000, con una secuela, Rainbow Six: Rogue Spear. El estudio también se expandió hacia la estrategia por turnos (ruthless.com y Shadow Watch) y el videojuego de estrategia militar en tiempo real Force 21. En agosto del 2000, Ubisoft compró el estudio. En el momento de la venta, Red Storm ya estaba produciendo Ghost Recon.
Lanzado en 2001, Ghost Recon fue recibido con una crítica muy positiva, ganando varios premios al "Juego del año" y al "Mejor juego de acción". La versión para Xbox también supuso la primera vez que Red Storm Entertainment se aventuró en el desarrollo interno para consolas, y fue el primer título de Xbox Live que aprovechó las posibilidades del multijugador para consolas. Los complementos posteriores, como Island Thunder, siguieron ampliando el mundo de Ghost Recon, mientras la propia Red Storm crecía y trasladaba sus oficinas a una nueva ubicación en Morrisville, Carolina del Norte. En 2003, Ubisoft estaba preparada para consolidar sus operaciones en Carolina del Norte. Otro estudio de Ubisoft, Sinister Games, situado en el centro de Raleigh, se integró en Red Storm, mientras que la base de operaciones central se mantuvo en Morrisville.
En 2004, Red Storm lanzó Ghost Recon 2, la continuación del videojuego original, diseñado por el ahora diseñador principal Christian Allen. Lanzado en Xbox y en PlayStation 2, marcó la transición del estudio hacia el desarrollo en consolas. En 2005 produjo un complemento, Summit Strike, así como algunos DLCs. Red Storm también desarrolló el modo multijugador de Ghost Recon Advanced Warfighter, que ganó los premios BAFTA al Juego del año y al Mejor logro técnico en 2006.
En diciembre de 2008, Red Storm adquirió el contrato de arrendamiento del edificio Centre Green One de Cary, que había sido ocupado por Qualcomm hasta principios de ese año. Red Storm se trasladó a Centre Green One en mayo de 2009, desde sus anteriores oficinas en Gateway Centre, en Morrisville.
Red Storm continuó con el desarrollo de juegos de Tom Clancy como Ghost Recon: Future Soldier en 2012, The Division en 2016 y The Division 2 en 2019, al tiempo que colaboró con Ubisoft Montreal en la serie Far Cry.
En 2016, Red Storm lanzó su primer videojuego de realidad virtual, Werewolves Within, seguido por el lanzamiento en mayo de 2017 de Star Trek: Bridge Crew.
En mayo de 2018, Red Storm adquirió el Weston Office Campus, situado en Weston Parkway, en Cary, al que tenía previsto trasladarse tras las renovaciones y ocuparlo conjuntamente con el Centro de Relación con el Cliente de Ubisoft (NCSA).

## Videojuegos desarrollados
| Año  | Título                                                 | Plataformas                                                                |
| ---- | ------------------------------------------------------ | -------------------------------------------------------------------------- |
| 1997 | Tom Clancy's Politika                                  | Microsoft Windows                                                          |
| 1998 | Dominant Species                                       | Microsoft Windows                                                          |
| 1998 | Tom Clancy's ruthless.com                              | Microsoft Windows                                                          |
| 1998 | Tom Clancy's Rainbow Six                               | Microsoft Windows, PlayStation, Nintendo 64                                |
| 1999 | Aironauts                                              | PlayStation                                                                |
| 1999 | Rainbow Six: Eagle Watch                               | Microsoft Windows                                                          |
| 1999 | Tom Clancy's Rainbow Six: Rogue Spear                  | Microsoft Windows, Sega Dreamcast, PlayStation                             |
| 1999 | Force 21                                               | Microsoft Windows                                                          |
| 2000 | Bang! Gunship Elite                                    | Microsoft Windows, Sega Dreamcast                                          |
| 2000 | Rainbow Six: Rogue Spear: Urban Operations             | Microsoft Windows                                                          |
| 2000 | Rainbow Six: Rogue Spear: Covert Ops                   | Microsoft Windows                                                          |
| 2000 | Shadow Watch                                           | Microsoft Windows                                                          |
| 2000 | Freedom: First Resistance                              | Microsoft Windows                                                          |
| 2001 | Rainbow Six: Rogue Spear: Black Thorn                  | Microsoft Windows                                                          |
| 2001 | Tom Clancy's Ghost Recon                               | Microsoft Windows, PlayStation 2, Xbox, GameCube                           |
| 2002 | Ghost Recon: Desert Siege                              | Microsoft Windows, PlayStation 2, Xbox, GameCube                           |
| 2002 | Ghost Recon: Island Thunder                            | Microsoft Windows, Xbox                                                    |
| 2002 | The Sum of All Fears                                   | Microsoft Windows, GameCube, Game Boy Advance                              |
| 2002 | Tom Clancy's Rainbow Six: Lone Wolf                    | PlayStation                                                                |
| 2003 | Tom Clancy's Rainbow Six 3: Raven Shield               | Microsoft Windows                                                          |
| 2004 | Tom Clancy's Ghost Recon: Jungle Storm                 | PlayStation 2                                                              |
| 2004 | Tom Clancy's Ghost Recon 2                             | PlayStation 2, Xbox, GameCube                                              |
| 2005 | Tom Clancy's Rainbow Six: Lockdown                     | Microsoft Windows, GameCube, PlayStation 2, Xbox                           |
| 2005 | Tom Clancy's Ghost Recon 2: Summit Strike              | Xbox                                                                       |
| 2005 | Tom Clancy's Rainbow Six 3: Raven Shield: Athena Sword | Microsoft Windows                                                          |
| 2006 | Tom Clancy's Ghost Recon Advanced Warfighter           | Xbox 360                                                                   |
| 2007 | Tom Clancy's Ghost Recon Advanced Warfighter 2         | PlayStation 3, Xbox 360                                                    |
| 2007 | America's Army: True Soldiers                          | Xbox 360                                                                   |
| 2008 | Tom Clancy's Rainbow Six 3: Raven Shield: Iron Wrath   | Microsoft Windows                                                          |
| 2012 | Tom Clancy's Ghost Recon: Future Soldier               | Microsoft Windows, PlayStation 3, Xbox 360                                 |
| 2012 | Far Cry 3                                              | Microsoft Windows, PlayStation 3, Xbox 360                                 |
| 2014 | Far Cry 4                                              | Microsoft Windows, PlayStation 3, PlayStation 4, Xbox 360, Xbox One        |
| 2016 | Tom Clancy's The Division                              | Microsoft Windows, PlayStation 4, Xbox One                                 |
| 2016 | Werewolves Within                                      | PlayStation 4, Microsoft Windows                                           |
| 2017 | Star Trek: Bridge Crew                                 | PlayStation 4, Microsoft Windows                                           |
| 2019 | Tom Clancy's The Division 2                            | Microsoft Windows, PlayStation 4, Xbox One, Google Stadia                  |
| TBA  | Tom Clancy's The Division Heartland                    | Microsoft Windows, PlayStation 4, PlayStation 5, Xbox One, Xbox Series X/S |